# Voxna kyrka

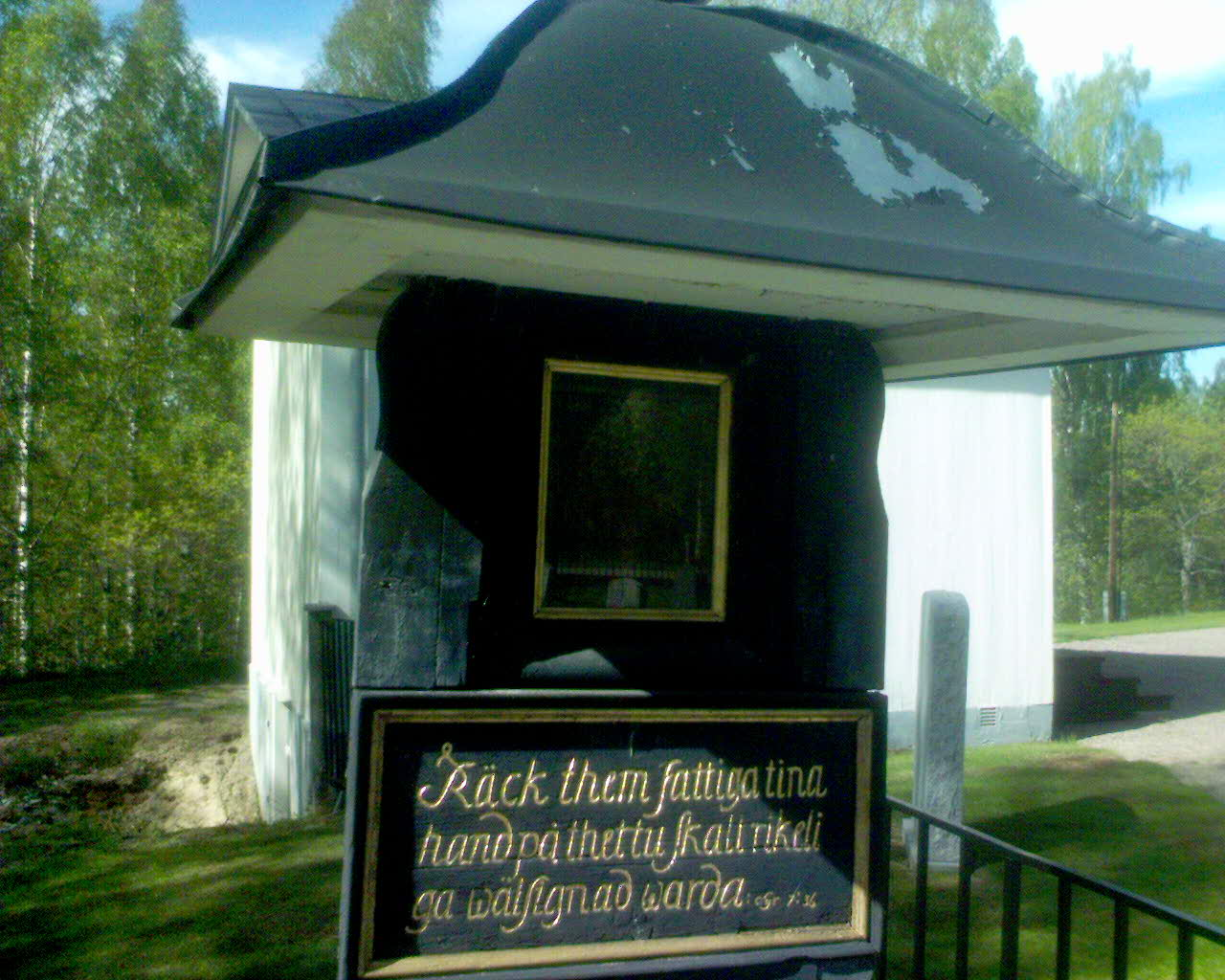
Fattigbössan utanför Voxna kyrka

Voxna kyrka är en kyrkobyggnad i Alfta-Ovanåkers församling, tidigare församlingskyrka i Voxna församling. Den ligger i den gamla bruksorten Voxnabruk, nära Sälmåns utflöde i Voxnan. Kyrkan är den första byggnaden till höger när man kör in mot samhället.

## Kyrkobyggnaden
Första och nuvarande kyrkan på platsen uppfördes 1758-1759 och bekostades helt och hållet av bruksherrarna som hade patronatsrätt fram till 1920-talet. Kyrktornet uppfördes 1769. Kyrkan genomgick en restaurering 1863 som var så stor att den kan betraktas som en ombyggnad. Exteriör såväl som interiör omdanades till nyklassicistisk stil. Inner- och ytterväggar brädfodrades och större fönster bröts upp. Kyrkorummet försågs med ett välvt innertak. Ännu en restaurering genomfördes 1928 då de ursprungliga ljusa färgerna återställdes. Interiören fick då en mer klassisk karaktär. 2007 restaurerades kyrkan invändigt.

## Inventarier
- Altaret är från 1759.
- Altaruppsats och predikstol är från 1864.
- En brudkrona av förgylld koppar med silverhängen skänktes till kyrkan av brukspatron under slutet av 1700-talet.
- Två kyrkklockor göts år 1880 hos Johan A. Beckman i Stockholm. De vägde 18 centner (765 kg) och 11 centner (467,5 kg). De bekostades av bruksintressenterna.[1]

### Orgel
- 1863 byggde Jon Hedberg, Arbrå en orgel med 10 stämmor.
- Den nuvarande orgeln byggdes 1888 av E. A. Setterquist & Son, Örebro. Orgeln är mekanisk med slejflåda. Den har ett tonomfång på 54/25 och ett tutti koppel. Avsynades lördagen 26 maj 1888 av musikdirektör Johan Fredrik Lagergren i Ockelbo. Invigdes söndagen 27 maj 1888.[2] 1988 renoverades orgeln av Bröderna Moberg, Sandviken.

| Manual                              | Pedal   | Koppel |
| Borduna 16´ B/D                     | Bihängd | Man 4' |
| Principal 8´                        |         |        |
| Salicional 8'                       |         |        |
| Rörflöjt 8'                         |         |        |
| Oktava 4'                           |         |        |
| Flöjt 4'                            |         |        |
| Flöjt 2' (ursprungligen Trumpet 8') |         |        |

#### Kororgel
En orgel flyttades hit 1989. Den var byggd 1987-1988 av Birger Forsberg, Uppsala. Orgeln är mekanisk med slejflåda och har ett tonomfång på 54.
| Manual        |
| Trägedackt 8' |
| Rörflöjt 4'   |
| Principal 2'  |
| Kvinta 1 1⁄3' |

### Webbkällor
- anläggningspresentation
- Ovanåkers församling